# 富田備忘錄
富田备忘录（／ Tomita memo）是日本原宫内厅长官富田朝彥记载之备忘录。包括手账14册、日记本13册，共计27册。2006年7月20日，备忘录中昭和天皇就参拜靖国神社一事发表的言论，刊登于《日本经济新闻》早报头版，证明了昭和天皇不满靖国神社秘密合祭二战甲级战犯。尽管如此，完整的备忘录尚未公开发表，也未向公众展示。

## 关联项目
- 靖国神社争议
- 侍从卜部亮吾的日记（日语：卜部亮吾侍従日記）